# Summer City
Summer City es una película australiana de 1977 dirigida por Christopher Fraser, notable por haber sido la primera película en la que actúa Mel Gibson. La película es también conocida con el título de Coast of Terror.
Otros miembros del reparto incluyen a John Jarratt , Phillip Avalon, Steve Bisley, James Elliott, Ward "Pally" Austin y Abigail.

## Argumento
La película transcurre en los años 60 y trata de cuatro amigos que van un fin de semana de surf fuera de Sídney. Uno de los amigos termina peleando con un hombre local, ya que tuvo relaciones sexuales con su hija, y la situación se va oscureciendo.